# Cardiocondyla stambuloffii
Cardiocondyla stambuloffii  (лат.) — вид муравьёв рода Cardiocondyla.

## Распространение
Палеарктика. Южная и Восточная Европа, Закавказье, Турция, Иран, Китай.

## Описание
Мелкие муравьи, длина рабочих муравьёв составляет 2—3 мм. Окраска тела коричневая. Вид был описан швейцарским мирмекологом Огюстом Форелем по материалам из Болгарии.

## Систематика
Среди синонимов этого вида следующие названия:
- Cardiocondyla bogdanovi Ruzsky, 1905
- Cardiocondyla montandoni Santschi, 1912
- Cardiocondyla stambuloffi taurica Karavaiev, 1927